# Stenocarpus trinervis
Stenocarpus trinervis är en tvåhjärtbladig växtart som först beskrevs av Montrouzier, och fick sitt nu gällande namn av André Guillaumin. Stenocarpus trinervis ingår i släktet Stenocarpus och familjen Proteaceae. Utöver nominatformen finns också underarten S. t. paradoxus.